# Балабаш-Нурусово
Балабаш-Нурусово — (чуваш. Пăлапуç Нурăс) деревня в Батыревском районе Чувашской Республики России. Входит в состав Бахтигильдинского сельского поселения.

## История
В период в 1780 — 1920 гг. деревня входила в состав Муратовской волости Буинского уезда Симбирской губернии. 
В справочнике "Списки населенных мест по сведениям 1859 года. Выпуск XXXIX. Симбирская губерния" деревня именуется, как "Чалабашъ-Нурусово".
21 ноября 2019 года в деревне состоялось торжественное открытие часовни в честь Михаила Архангела, построенной на пожертвования населения. Новая часовня построена рядом с комплексом памятника в память воинов-односельчан, погибших в Великой Отечественной войне.

## География
Деревня находится в юго-восточной части Чувашии, в пределах Чувашского плато, в зоне хвойно-широколиственных лесов, к северу от реки Булы, на расстоянии примерно 22 километров (по прямой) к западу-северо-западу (WNW) от Батырева, административного центра района. Абсолютная высота — 196 метров над уровнем моря.
Деревня Балабаш-Нурусово обозначается, как "Нурусова" на следующих старинных картах:
- Карта Симбирского наместничества из атласа Горного Училища 1792 г.
- Геометрическая генеральная карта Симбирской губернии 1797 г.
- Карта Симбирской губернии из атласа Вильбрехта 1800 г.
- Специальная карта Западной части России Шуберта 1826-1840 гг.
- Геогностическая карта Симбирской губернии 1856 г. — Нурусова на Буле
- Карта Менде Симбирской губернии 1859 — 1861 гг.
- Карта Стрельбицкого. Восток Европейской части России 1871 — 1916 гг. — Чалабамъ-Нурусова
Улицы деревни Балабаш-Нурусово:
- Комсомольская улица
- Лесная улица
- Улица Николаева
- Октябрьская улица
- Полевая улица
- Садовая улица
- Советская улица

Климат
Климат характеризуется как умеренно континентальный, с умеренно холодной снежной зимой и тёплым летом. Среднегодовая температура воздуха — 3,1 °С. Средняя температура воздуха самого тёплого месяца (июля) — 18,7 °C (абсолютный максимум — 37 °C); самого холодного (января) — −12,3 °C (абсолютный минимум — −42 °C). Среднегодовое количество атмосферных осадков составляет 530 мм.
Часовой пояс
Деревня Балабаш-Нурусово, как и вся Чувашия, находится в часовой зоне МСК (московское время). Смещение применяемого времени относительно UTC составляет +3:00.

## Население
| 2010 | 2012 |
| ---- | ---- |
| 277  | ↗327 |

Половой состав
По данным Всероссийской переписи населения 2010 года в гендерной структуре населения мужчины составляли 45,8 %, женщины — соответственно 54,2 %.
Национальный состав
Согласно результатам переписи 2002 года, в национальной структуре населения чуваши составляли 82 % из 356 чел.
Выписка из справочника "Списки населенных мест по сведениям 1859 года. Выпуск XXXIX. Симбирская губерния".
| №   | Название          | Тип           | Положение              | Уезд / Стан       | Местность                                            | От уезд. города | От станов. кварт. | Дворов | Мужчин | Женщин |
| --- | ----------------- | ------------- | ---------------------- | ----------------- | ---------------------------------------------------- | --------------- | ----------------- | ------ | ------ | ------ |
| 783 | Чалабашъ-Нурусово | деревня удел. | при безъименном овраге | Буинский уезд / 2 | Между Алатырским и Курмышским коммерческими трактами | 75 вёрст        | 20 вёрст          | 38     | 145    | 155    |

## Люди
Уроженцами деревни являются такие видные деятели литературы и искусства, как:
- Алексей Владимирович Рогожин — советский эрзянский поэт, переводчик, педагог, член Союза писателей СССР;
- Почалкина Ольга Михайловна — Заслуженная артистка Чувашской Республики;
- Артамонов, Сергей Геннадьевич — Заслуженный работник сельского хозяйства Чувашской Республики.